# Maine (folyó)
A Maine folyó Franciaország területén, a Loire jobb oldali mellékfolyója.

## Földrajzi adatok
A folyó Maine-et-Loire megyében, Angerstől északra ered két forrásvize, a Mayenne és a Sarthe összefolyásával. Délnyugatra folyva torkollik a Loire-ba. Hossza 11,5 km, vízgyűjtő területe a forrásvizekkel  22 350 km². Átlagos vízhozama 132 m³ másodpercenként. 
Ez a folyó Maine-et-Loire megye névadója.
A legjelentősebb város a folyó mentén Angers.